# Otto Carl Furumarck
Otto Carl Furumarck, född 9 januari 1703 i Narva, död 4 mars 1768 i Sankt Michel socken i Savolaks, var en svensk militär.
Furumarck blev volontär vid Nylands infanteriregemente 1714 och mönsterskrivare där 1715. Han blev fältväbel vid Åbo läns regemente 1719 och sergeant vid livgardet 1720. Han erhöll löjtnants avsked från armen 1722. Han blev kornett vid karelska dragonregementet 1729 och löjtnant där 1732 samt kapten 1742. Furumarck blev premiärmajor 1761 och var chef för karelska dragonkåren 1761–1762 och erhöll avsked från kåren 1762. Han blev riddare av Svärdsorden 1751.
Han var son till kaptenen Carl Erik Furumarck och Charlotta Ottosdotter Vellingk (1682–1754). Han var från 1726 gift med Christina Affleck (1699–1761) som var dotter till majoren Simon Affleck (1660–1725). Paret fick åtta barn varav sonen Carl Henrik  (1727–1788) blev överste.